# Meeraner Dampfkesselbau
Die Meeraner Dampfkesselbau GmbH ist ein Unternehmen mit Standort in Meerane, das eine Tochtergesellschaft der japanischen Mitsubishi Hitachi Power Systems Europe Gruppe ist.

## Geschäftsfelder und Produkte
Zu den Hauptkunden der Meeraner Dampfkesselbau GmbH gehören  nationale und internationale Energieversorgungsunternehmen und Anlagenbauer, private Kesselbetreiber und Industriekraftwerke sowie kommunale Eigenbetriebe. Weiterhin bedienen das Unternehmen Kunden in der Stahlerzeugung, Betreiber von Abhitze-, Müllverbrennungs-, Biomasseverbrennungs- und anderen umwelttechnischen Wärmerückgewinnungsanlagen.

### Leistungsspektrum
- Dampferzeuger und Einzelkomponenten
- Heißwassererzeuger
- Abhitzeanlagen
- Kühler
- Luft- und Gasvorwärmer
- Wärmetauscher und Apparate
- Rohrschlangen, Leitungen, Einzelrohrbogen
- Membranrohrwände und Flossenrohre
- Industriekessel
- Abgaskühlkamine für Stahlerzeuger und Hüttenwerke
- Membranrohrwände, Rohrschlangen und Sammler mit Inconel-Beschichtungen
- Bauteilbestiftung

## Geschichte
Ihren Ursprung hat die Meeraner Dampfkesselbau GmbH in dem 1853 gegründeten Unternehmen F. L. Oschatz, einer Klempnerei und Eisenwarenhandlung, die am 17. Mai 1862 in das Handelsregister eingetragen wurde. Das Unternehmen entwickelte sich zu einer der bedeutendsten Fabriken des Dampfkesselbaus in Deutschland.
Nach der Enteignung und Überführung in einen volkseigenen Betrieb im Jahr 1948 wirkte das Unternehmen an zahlreichen nationalen und internationalen Projekten des Kraftwerksanlagenbaus mit (z. B. Großkraftwerksprojekte Hagenwerder, Boxberg und Lippendorf, Abhitzekessel für China, Staub- und Bagassekessel für Ägypten).
Am 29. Juni 1990 wurde die neu formierte Meeraner Dampfkesselbau GmbH von der Lentjes AG übernommen. Von 1993 bis 2002 gehörte die Meeraner Dampfkesselbau GmbH als eigenständiges Unternehmen dem Konzernverbund der Babcock-Borsig-Gruppe an. Seit Juli 2007 besitzt die Mitsubishi Hitachi Power Systems Europe GmbH eine 90%ige Beteiligung an der Meeraner Dampfkesselbau GmbH.